# أخبار مايكروسوفت
أخبار مايكروسوفت (بالإنجليزية: Microsoft News)‏ هو تطبيق مخصص للهواتف الذكية وللحاسوب يقدم الأخبار تم تطويره بواسطة شركة مايكروسوفت (بالإنجليزية: Microsoft Corporation)‏.